# برج کبوتر سهروفیروزان
برج کبوتر سهروفیروزان مربوط به دوره قاجار است و در شهرستان فلاورجان، بخش پیر بکران، دهستان سهروفیروزان، روستای سهروفیروزان واقع شده و این اثر در تاریخ ۲۰ اسفند ۱۳۸۵ با شمارهٔ ثبت ۱۸۱۰۸ به‌عنوان یکی از آثار ملی ایران به ثبت رسیده‌است.